# Pedro Lozano
Pedro Lozano (Madrid, 16 de septiembre de 1697 – Humahuaca, 1752) fue un misionero jesuita, etnógrafo e historiador español.

## Biografía

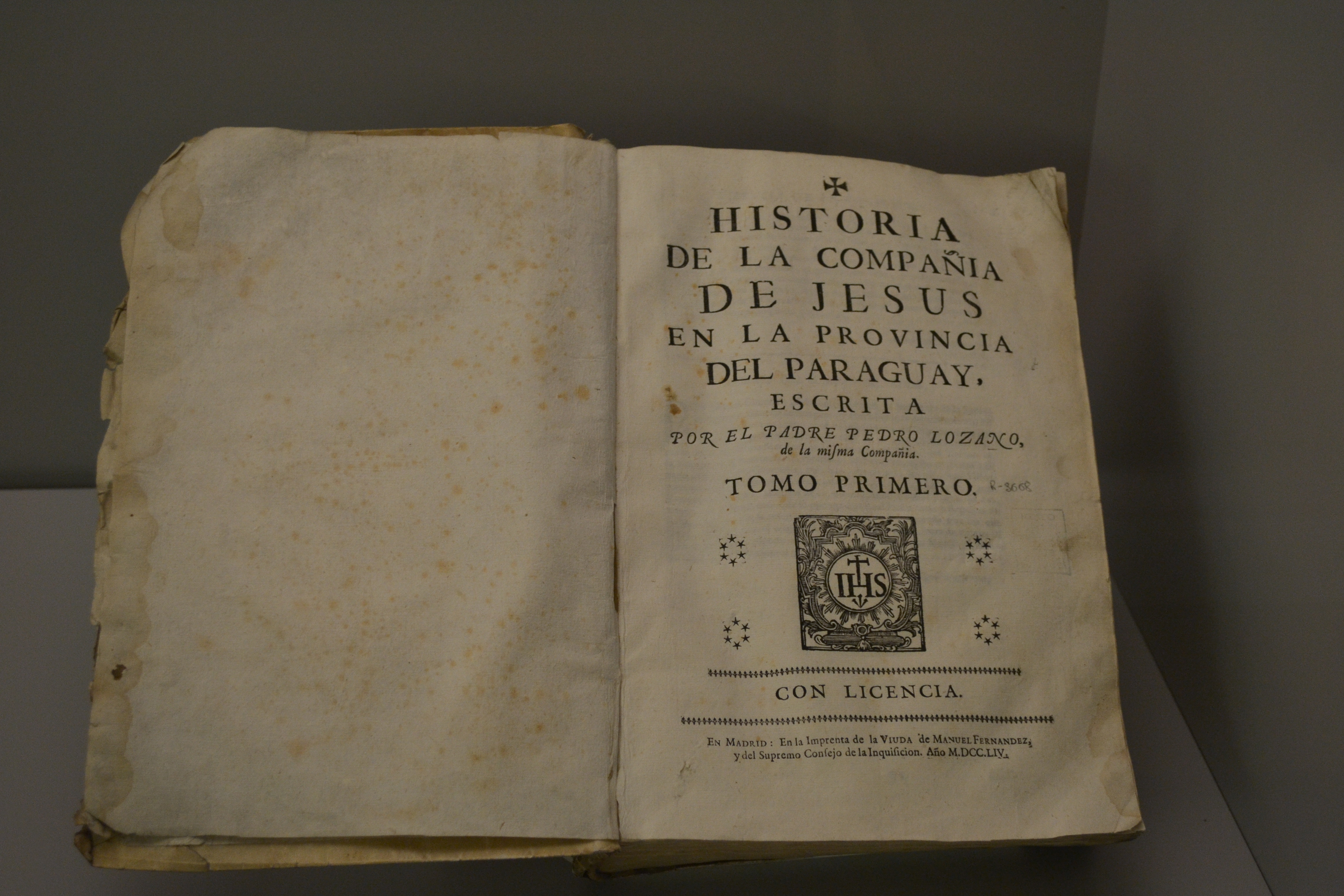
Historia de la Compañía de Jesús de la provincia del Paraguay. Ejemplar expuesto en el Museo de América.

Nació en Madrid en 1697. Posteriormente en 1714, con 17 años de edad, viajó con destino a las misiones jesuíticas del Paraguay. Estudió en el Colegio Máximo de Córdoba —actual Universidad Nacional de Córdoba, en la ciudad de Córdoba (Argentina), que en esa época era la sede central de la «provincia jesuítica del Paraguay»—, en el que llegó a ser profesor de filosofía y teología. Entre 1724 y 1730 enseñó también en el Colegio de Santa Fe, para regresar nuevamente a Córdoba como «historiador de la orden [jesuítica]».
Compuso varias obras de carácter geográfico e histórico. La más notable es su Descripción chorográphica [...] del Gran Chaco, ilustrada con un detallado mapa del padre Antonio Machoni, que contiene muchos detalles etnográficos sobre los pueblos del Gran Chaco, descripciones hidrográficas, un estudio sobre la calidad de las tierras, numerosos comentarios sobre las especies botánicas de la región (en particular, sobre las plantas medicinales) e interesantes comentarios sobre la fauna.
El padre Lozano falleció en 1752 en Humahuaca (norte de la actual Argentina, casi en la frontera con Bolivia). Sus restos están enterrados en la iglesia de San Francisco de Paula del pequeño pueblo cercano de Uquía.

## Legado
Como dato curioso, es de notar que Lozano tenía una particular opinión pseudocientífica sobre la yerba mate:

La yerba es el medio más idóneo para destruir al género humano o a la nación miserabilísima de los yndios guaraníes.
Padre Pedro Lozano, Historia de la conquista del Paraguay, Río de la Plata y Tucumán

La aldea Padre Lozano (de 500 habitantes), en la provincia de Salta (Argentina), lleva su nombre.

## Obras
- Descripción chorográphica de terreno, ríos, árboles, y animales de las dilatadísimas provincias del Gran Chaco, Gualamba, y de los ritos y costumbres de la innumerables naciones de bárbaros e infideles que las habitan. Con un cabal relación histórica de lo que en ellas han obrado para conquistarlas algunos gobernadores y ministros reales, y los misioneros jesuitas para reducirlos a la fe del verdadero Dios. Córdoba (Argentina): Joseph Santos Balbas, 1733.
- Historia de la Compañía de la Jesús de la provincia del Paraguay. Madrid, 1755.
- Historia de la conquista del Paraguay, Río de la Plata y Tucumán. Buenos Aires (reimpresión): Imprenta Popular, 1873-1875
- Historia de las revoluciones de la provincia del Paraguay, 1721-1735. Buenos Aires (reimpresión facsimilar): Cabaut y Cía, 1905.